# بارت جونسون
بارت جونسون (بالإنجليزية: Bart Johnson)‏ هو ممثل أمريكي، ولد في 13 ديسمبر 1970 بهوليوود في الولايات المتحدة. بدأ مشواره المهني سنة 1993.

## أعمال

### أفلام
- (2006) هاي سكول ميوزيكال
- (2007) هاي سكول ميوزيكال 2
- (2008)  سينيور يير

### مسلسلات
- إن سي آي إس
- جوال تكساس ووكر
- موردر

## وصلات خارجية
- بارت جونسون على موقع IMDb (الإنجليزية)
- بارت جونسون على موقع ألو سيني (الفرنسية)
- بارت جونسون على موقع أول موفي (الإنجليزية)
- بارت جونسون على موقع قاعدة بيانات الأفلام السويدية (السويدية)
- بارت جونسون على موقع قاعدة بيانات الفيلم (الإنجليزية)
- بارت جونسون على موقع كينوبويسك (الروسية)